# 日本文書情報マネジメント協会
公益社団法人日本文書情報マネジメント協会（にほんぶんしょじょうほうマネジメントきょうかい、Japan Image and Information Management Association）は、「文書情報マネジメント」の普及・啓発することを活動の中心としている団体である。略称JIIMA（ジーマ）。

## 概要
- 設立：1958年10月9日
- 理事長：勝丸泰志
- 所在地：〒101-0041　東京都千代田区神田須田町2-19 ライダーズビル７階

## 沿革
- 1958年（昭和33年）  日本マイクロ写真協会（英：Japan Microphotography Association　略称：JMA）として設立された。
- 1961年（昭和36年）  公証人によるマイクロフィルムの謄本認証が公的に認知された。同年、「JMAニュース」（現 月刊IM）を創刊した。
- 1962年（昭和37年）  日本マイクロ写真協会が社団法人として認可された。
- 1963年（昭和38年）  第1回「マイクロ写真ショウ」（現 eドキュメントJAPAN）を開催した。
- 1965年（昭和40年）  三笠宮殿下を名誉総裁として、米英仏独など数か国の参加を得て、第1回国際マイクロ写真大会（IMC日本大会）を主催した。
- 1967年（昭和42年）  第1回マイクロ写真士検定試験を実施した。
- 1995年（平成7年）  協会名称を社団法人日本画像情報マネジメント協会(略称：JIIMA)に改称した。
- 2001年（平成13年） 「文書情報管理士」の資格制度を発足した。
- 2007年（平成19年） ベストプラクティス賞を制定した。
- 2009年（平成21年） 個人向けの会員としてナレッジ会員の募集を開始した。
- 2013年（平成25年） 「文書情報マネージャー」認定制度を発足した。
- 2013年（平成25年） 公益社団法人に移行し、日本文書情報マネジメント協会に改称。
- 2014年（平成26年）「月刊IM」電子版へ移行した。
- 2015年（平成27年） JIIMA製品認証制度　アーカイブ用光ディスク製品認証開始。「電子計算機を使用して作成する国税関係帳簿書類の保存方法等の特例に関する法律施行規則」改正。
- 2016年（平成28年） JIIMA製品認証制度　電帳法スキャナ保存ソフト法的要件認証開始。JIIMAビジョン2016策定。文書情報管理士検定試験をCBT化。第2弾「電子計算機を使用して作成する国税関係帳簿書類の保存方法等の特例に関する法律施行規則」改正。
- 2017年（平成29年） 長期データ保存用光ディスク品質判定方法及び長期保存システムの運用方法JIS X 6257制定。
- 2018年（平成30年） JIIMA製品認証制度　電子帳簿ソフト法的要件認証開始。磁気テープによるデジタル情報の長期保存方法JIS Z 6019制定。
- 2019年（令和元年）  JIIMA認証取得ソフトの利用による承認申請書の提出手続きの簡素化が実現。
- 2020年（令和 2年）  JIIMAビジョン2020策定。
- 2021年（令和 3年）  電子取引ソフト法的要件認証制度新設。電子書類ソフト法的要件認証制度新設。「文書管理アプリケーション− 電子データのアーカイビング−コンピュータアウトプットマイクロフォーム年（COM）／コンピュータアウトプットレーザディスク年（COLD）による長期保存方法 JIS Z 6018: 2021」改正。
- 2022年（令和 4年）  事務所移転（東京都千代田区神田須田町）。

## 活動
- 展示会「eドキュメントJAPAN」（文書情報マネジメントに関連したハードウェア・ソフトウェア・サービスの総合展示会とセミナー）を開催している。
- 文書情報マネジメントに関する各種セミナーを開催している。
- 文書情報マネジメントの標準化のための原案などを作成している。（日本規格協会より受託している。）（JIS原案作成・ISO／TC171関係国際標準規格審議など）
- 文書情報管理士検定試験を実施している。
- 文書情報マネージャー認定制度を実施している。
- 機関誌「IM」の編集発行をおこなっている。
- 文書情報マネジメントの参考書・テキスト類を編集発行している。
- 文書情報マネジメントに関する調査研究や普及啓発活動を実施している。
- 文書情報マネジメントに関する法的規制の緩和推進に向け、政府に働きかけを行っている。
- 「アーカイブ用光ディスク製品認証」、「電帳法スキャナ保存ソフト法的要件認証」、「電子帳簿ソフト法的要件認証」、「電子取引ソフト法的要件認証」、「電子書類ソフト法的要件認証」それぞれの認証制度の管理運用を行っている。